# لیندا چروتی
لیندا چروتی (ایتالیایی: Linda Cerruti؛ زادهٔ ۷ اکتبر ۱۹۹۳) شناگر زن شنای موزون اهل ایتالیا است.
وی در مسابقات کشوری و بین‌المللی در مجموع برندهٔ ۱۵ مدال نقره، ۱۷ مدال برنز شده‌است.